# Dennis Rodman

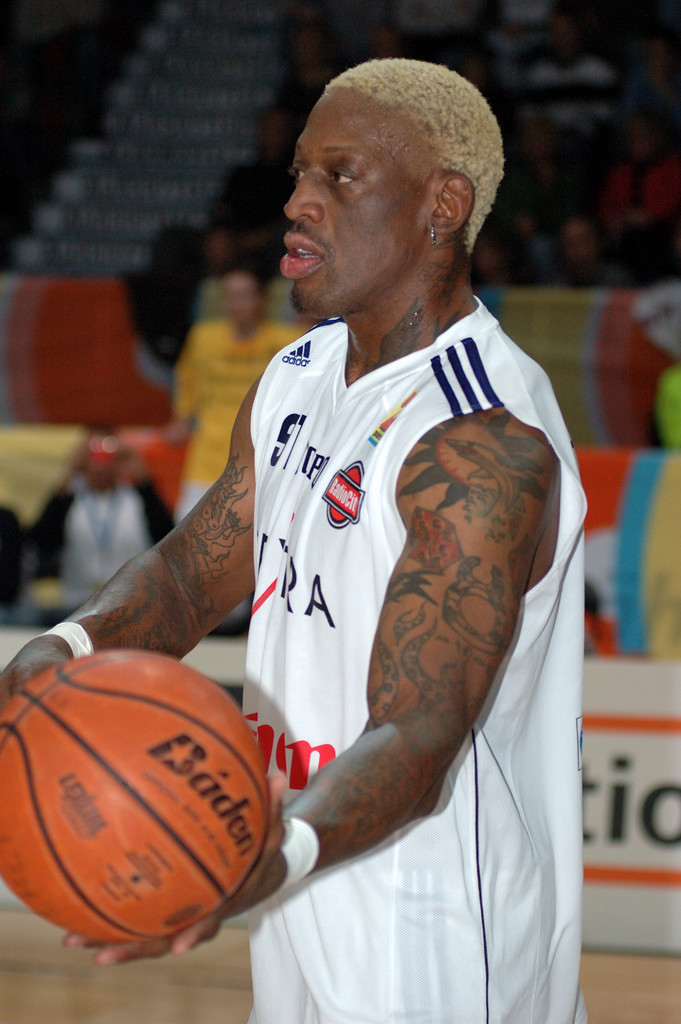
Dennis Rodman 2005.

Dennis Keith Rodman, född 13 maj 1961 i Trenton, New Jersey, är en amerikansk före detta basketspelare och skådespelare.
Dennis Rodman var en av de mest kända basketspelarna i NBA under 1990-talet, med olika hårfärger i varje match. Han är den enda NBA-spelaren i historien som vunnit titeln fem gånger med två olika lag - Detroit Pistons (1989, 1990) och Chicago Bulls (1996, 1997, 1998).
Han ledde NBA i returtagningar 7 år i rad. 
Dennis Rodman var gift med Baywatch-stjärnan Carmen Electra 1998–1999.